# Kudo Manato
Manato Kudo (sinh ngày 7 tháng 5 năm 2001) là một cầu thủ bóng đá người Nhật Bản.

## Sự nghiệp câu lạc bộ
Manato Kudo đã từng chơi cho Vegalta Sendai.